# Voiscreville
Voiscreville ist eine französische Gemeinde mit 117 Einwohnern (Stand: 1. Januar 2022) im Département Eure in der Region Normandie; sie gehört zum Arrondissement Bernay und zum Kanton Grand Bourgtheroulde. Die Einwohner werden Voiscrevillais genannt.

## Geographie
Voiscreville liegt etwa 30 Kilometer nordnordöstlich von Bernay. Umgeben wird Voiscreville von den Nachbargemeinden Thénouville im Norden, Boissey-le-Châtel im Süden und Osten sowie Saint-Léger-du-Gennetey im Westen.

## Bevölkerungsentwicklung
| Jahr                       | 1962 | 1968 | 1975 | 1982 | 1990 | 1999 | 2006 | 2013 |
| Einwohner                  | 69   | 68   | 86   | 112  | 114  | 109  | 103  | 126  |
| Quellen: Cassini und INSEE |      |      |      |      |      |      |      |      |

## Sehenswürdigkeiten
- Reste der früheren Kirche Saint-Firmin
- Schloss Graveron